# Estadio Municipal de San Pedro
El Estadio Municipal de San Pedro está ubicado en el departamento de San Marcos, Guatemala, en el municipio del mismo nombre. Posee gramilla artificial.
Con capacidad para 4 000 aficionados es la casa del equipo local Deportivo San Pedro. Es el segundo estadio en el interior del país.
- Datos: Q5848252